# Myobroma subspinescens
Myobroma subspinescens là một loài thực vật có hoa trong họ Đậu. Loài này được (Popov) Nevski mô tả khoa học đầu tiên năm 1937.